# Внешняя политика Филиппин
Внешняя политика Филиппин — это общий курс Филиппин в международных делах. Внешняя политика регулирует отношения Филиппин с другими государствами. Реализацией этой политики занимается Министерство иностранных дел Филиппин и президент страны.
Филиппины являются важным членом Азиатского банка развития, АТЭС, АСЕАН, Плана Коломбо и Группы 77.

## Обзор

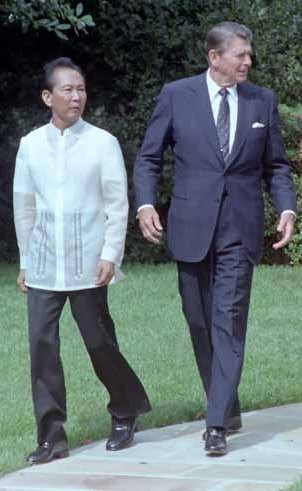
Президент Филиппин Фердинанд Маркос вместе с президентом США Рональдом Рейганом (1982 год)

Наиболее важные положения по проводимой внешней политике перечислены в Конституции Филиппин 1987 года:
Статья II, Раздел 2: «Филиппины отказываются от войны как орудия национальной политики, принимает общепринятые принципы международного права в рамках законов страны и придерживается политики мира, равенства, справедливости».
Статья II, раздел 7: «Государство должно проводить независимую внешнюю политику по отношению к другим государствам. Первостепенное внимание должно быть уделено национальному суверенитету, территориальной целостности, национальным интересам и праву на самоопределение».

## Республиканский закон
Республиканский закон № 7157, иначе известный как «Филиппинский Закон о внешней службе 1991 года», даёт установку министерству иностранных дел для осуществления трёх столпов филиппинской внешней политики, а именно:
1. Сохранение и усиление национальной безопасности.
2. Поощрение и достижение экономической безопасности.
3. Защита прав и продвижение интересов филиппинцев за границей.
Эти столпы пересекаются и не могут рассматриваться в отдельном контексте друг от друга.

## Восемь столпов внешней политики
Восемь столпов внешней политики, сформулированные действующим президентом страны:
1. Китай, Япония и США и их взаимоотношения будут иметь определяющее влияние на ситуацию в области безопасности и экономического развития Восточной Азии;
2. Филиппинские внешнеполитические решения должны быть сделаны в контексте интересов АСЕАН;
3. Международное исламское сообщество имеет важное значение для Филиппин;
4. Растущее значение многосторонних и межрегиональных организаций в целях содействия общим интересам;
5. Защита суверенитета страны может осуществляться только в том случае, когда отстаиваются права на свою территорию;
6. Экономическая политика страны будет безопасной для внутренних и прямых иностранных инвестиций;
7. Филиппины могут воспользоваться прибылью от международного туризма;
8. Филиппинцы, работающие за рубежом, по-прежнему будут играть важную роль в экономической и социальной стабильности в стране.